# صفحه ساعت

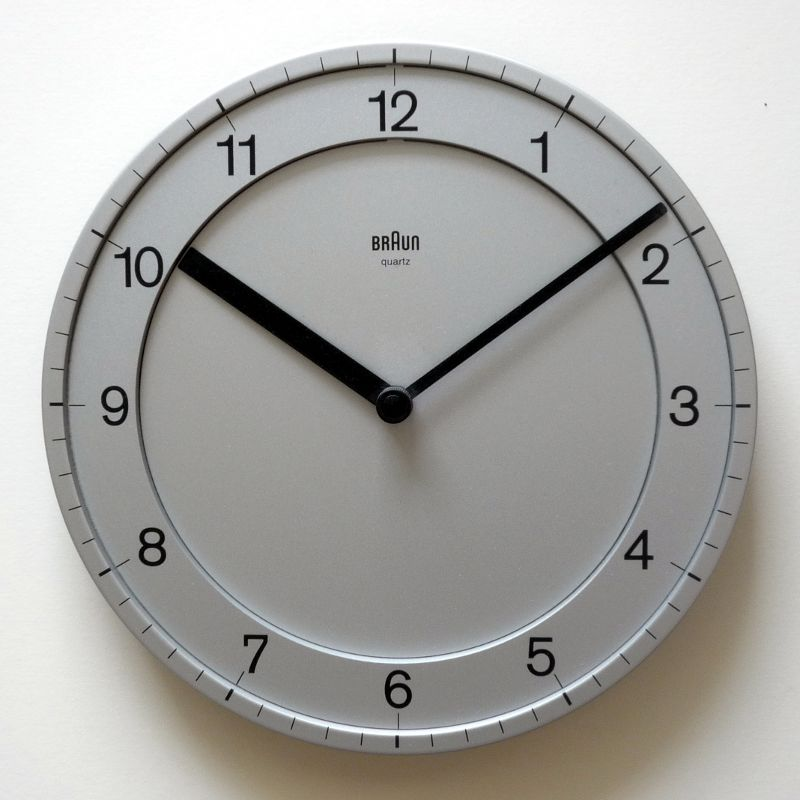
ساعت دیواری که ساعت ۱۰:۰۹ را نشان می‌دهد

صفحه ساعت (نیز: صفحه عقربک دار یا صفحه شماره دار)، بخشی از یک ساعت است که با استفاده از شماره‌ها و حرکت دادن عقربه‌ها، زمان را نشان می‌دهد. رایج‌ترین صفحه‌های ساعت دارای شماره‌های ۱ تا ۱۲ به صورت دایره ای هستند. عقربه کوتاه‌تر یک ساعت را نشان می‌دهد و دوبار چرخش عقربه کوتاه معادل یک شبانه روز است. عقربه بلند و نازکتر دقیقه را نشان می‌دهد و هر یک ساعت یک دور می‌زند. صفحه ساعت ممکن است دارای عقربه ثانیه نیز باشد که هر دقیقه یک دور می‌چرخد. ثانیه گرد معمولاً در ساعت دیجیتالی و ساعت مچی کمتر استفاده می‌شود.
نوع دوم صفحه ساعت، صفحه ۲۴ ساعته است که به‌طور گسترده در ارتش و سازمان‌های دیگر که از ساعت ۲۴ ساعته استفاده می‌کنند به کار می‌رود. این صفحه ساعت شبیه ساعتهای ۱۲ ساعته است ولی اعداد آن بین ۱ تا ۲۴ است و عقربه ساعت شمار یک بار در روز دور می‌زند. برخی از ساعتهای مخصوص، مانند تایمر و ساعتهای ورزشی، برای اندازه‌گیری دوره‌های کمتر از یک ساعت طراحی شده‌اند. صفحه ساعتها می‌توانند زمان را با اعداد رومی یا اعداد هندی - عربی یا با نشانگرهای غیر عددی نشان دهند.
صفحه ساعت ساده و برای بیشتر افراد، آشناست و به این ترتیب ممکن است صفحه بعضی ساعت‌ها فاقد اعداد باشد.

## خواندن چهره ساعت مدرن

ساعت ۱۲ و چهارده دقیقه در دو صفحه آنالوگ و دیجیتال.

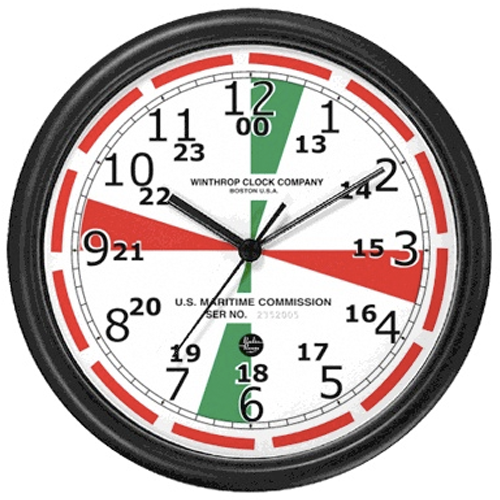
ساعت دیواری اتاق رادیویی یک کشتی در دوره تلگراف بی‌سیم. مناطق قرمز و سبز هر کدام ۳ دقیقه را نشان می‌دهند که زمان سکوت رادیویی است.

بیشتر ساعت‌های مدرن دارای شماره‌های ۱ تا ۱۲ هستند که در فواصل مساوی مساوی در اطراف حاشیه صفحه با درج عدد ۱۲ در بالا مشخص می‌شوند. در بسیاری از مدل‌ها، شصت نقطه یا خط به‌طور مساوی به صورت دایره‌ای در اطراف عقربه‌ها قرار گرفته‌اند.
همه عقربه‌ها به‌طور پیوسته در جهت عقربه‌های ساعت - در جهت افزایش اعداد - چرخش می‌کنند.

## توسعه تاریخی

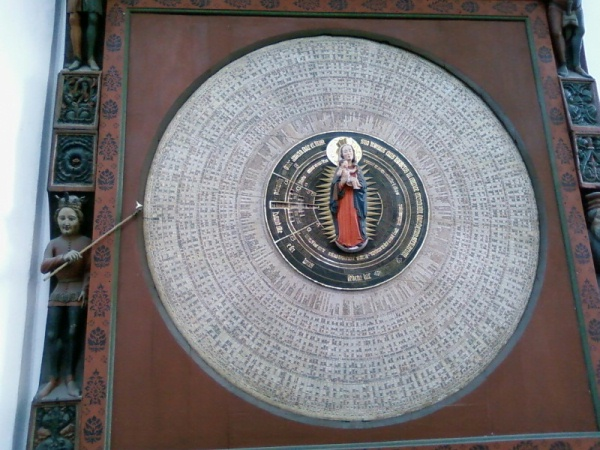
صفحه ساعت چرخان قرن پانزدهم در کلیسای سنت ماری، گدانسک، لهستان.

کلمه clock از واژه لاتین قرون وسطایی clogga مشتق شده که به معنای زنگ است. ساعت‌ها از کشورهای سفلی به انگلستان گسترش یافتند. اولین ساعت‌های مکانیکی، ساخته شده در اروپا قرن سیزدهم با هدف زنگ زدن در ساعات مشخص برای فراخواندن جامعه محلی به کلیسا برای نیایش تولید شدند. اینها، ساعت‌های برجی نصب شده در برج‌های ناقوس‌دار در اماکن عمومی بودند تا از صحت صدای ناقوس در یک منطقه گسترده اطمینان حاصل شود. به زودی بعد از به وجود آمدن این اولین ساعت‌های مکانیکی، مردم فهمیدند که می‌توان نیروی حرکتی ساعت را به گونه‌ای منتقل کرد که ساعت بر روی دیوارهای بیرونی برج نصب شود و ساعت برای همه قابل مشاهده باشد.
قبل از اواخر قرن چهاردهم، عقربه‌ها شبیه دست بودند که با انگشت اعداد را نشان می‌داند.

### زمان اعشاری فرانسه

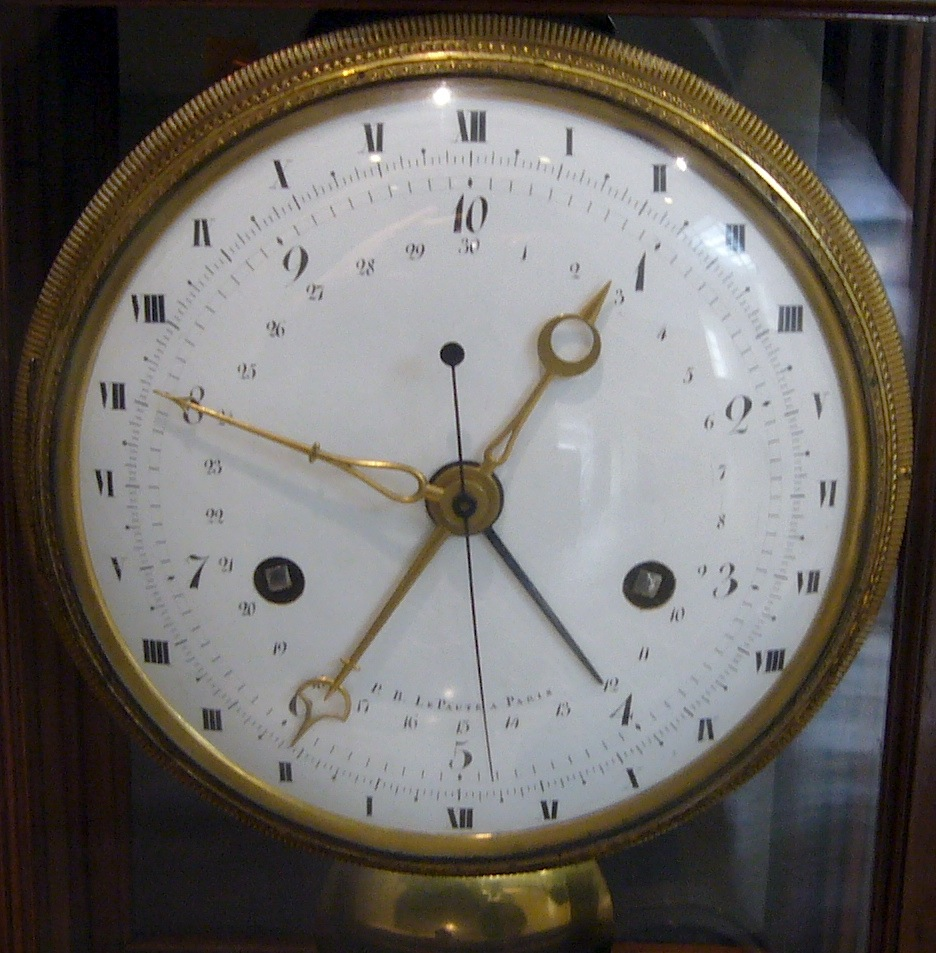
ساعت اعشار فرانسوی

در طول انقلاب فرانسه در سال ۱۷۹۳، همسو با توسعه تقویم جمهوری، فرانسه تلاش کرد تا سیستم زمان اعشاری را معرفی کند. این تقویم ۱۰ ساعت اعشاری، ۱۰۰ دقیقه اعشار در هر ساعت و ۱۰۰ ثانیه اعشاری در دقیقه داشت.

## توسعه سبک‌ها

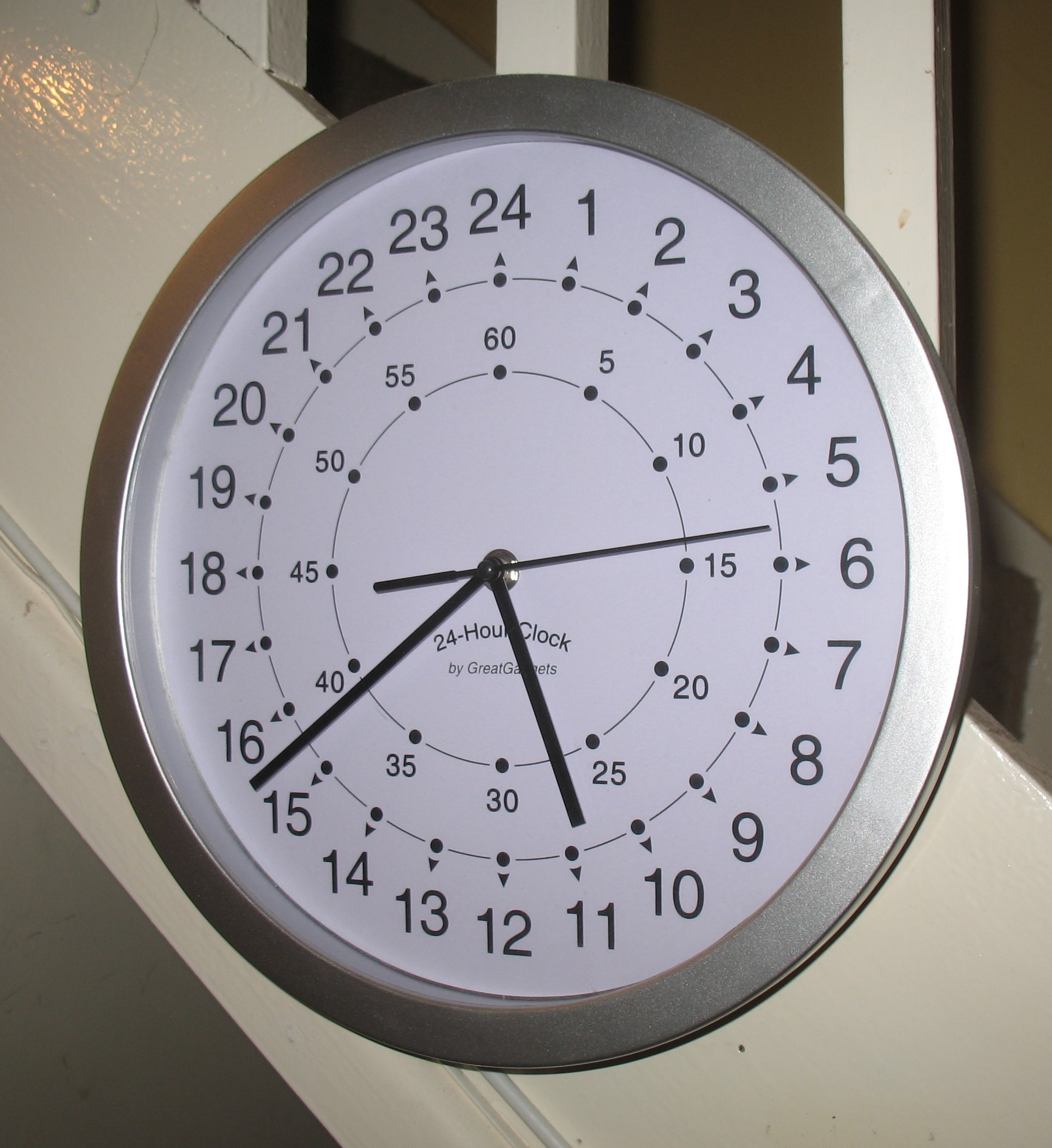
ساعت کوارتز مدرن با صفحه ۲۴ ساعته

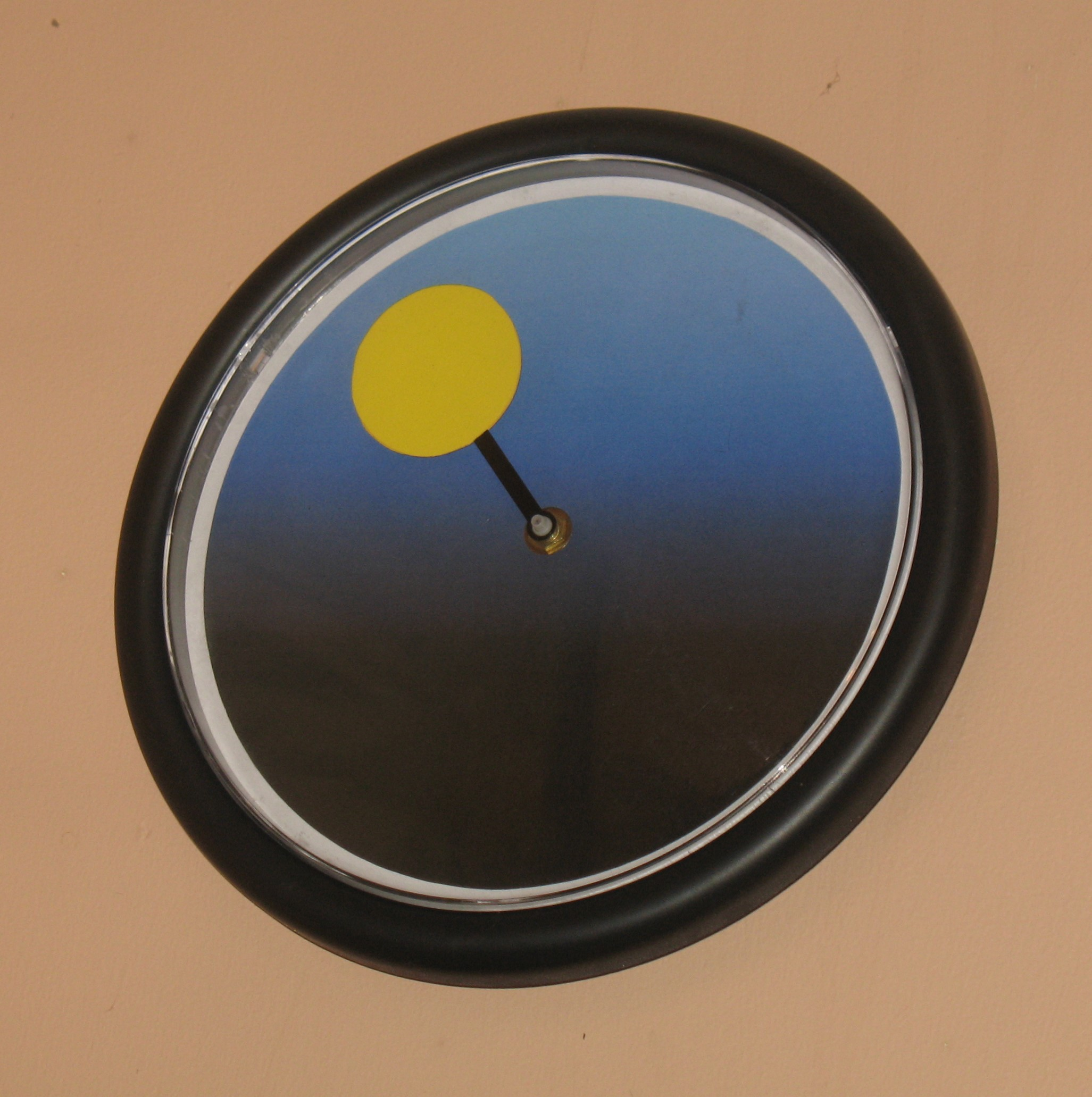
یک ساعت ۲۴ ساعته ساده که موقعیت تقریبی خورشید را نشان می‌دهد.

تا اواخر قرن هفدهم، نشانه‌های ساعت به صورت فلزی و با شکاف‌های پر از موم سیاه تیه می‌شدند. بعدها فناوری میناکاری به کار رفت.
در تبلیغات مدرن رایج است که زمان را بر روی صفحه ساعت آنالوگ به صورت حدود ۱۰:۱۰ یا ۰۱:۵۰، نشان می‌دهند که دو عقربه ساعت‌شمار و دقیقه‌شمار در این ساعت در کنار هم شکل V را تشکیل می‌دهند که همچنین نشانه بالا بودن دست‌های انسان است.

## حذف ساعت‌های آنالوگ
در سال ۲۰۱۸، در بسیاری از مدارس انگلستان ساعت‌های آنالوگ با دیجیتالی جایگزین شدند زیرا تعداد فزاینده‌ای از دانش‌آموزان قادر به خواندن ساعت‌های سنتی (غیر دیجیتالی) آویزان در دیوارهای کلاس امتحان نبودند.